# Американское правило (судебные расходы)
Американское правило (American rule, в некоторых штатах США оба слова пишутся с большой буквы – American Rule) является правовой нормой, применяемой по умолчанию при распределении расходов на адвокатов, понесенных сторонами в результате судебного разбирательства. Правило заключается в том, что каждая сторона самостоятельно несет расходы на своих представителей, если только специальные полномочия, предусмотренные законом или договором, не позволяют возложить эти расходы на другую сторону.
Многие другие нации используют Английское правило (English rule), которое заключается в том, что проигравшая сторона возмещает расходы на представителей, понесенные выигравшей стороной.

## Исключения
Американское правило — это правило по умолчанию, действующее в отсутствие специальных норм. Многие законодательные акты как на федеральном уровне, так и на уровне штатов позволяют победителю взыскать гонорары адвокатов в разумных пределах. Два существенных исключения можно обнаружить и в федеральном прецедентном праве.
В соответствии с Федеральными правилами гражданского судопроизводства 54(d) федеральные законы могут содержать специальные по отношению к Американскому правилу нормы. Одним их таких законов является Закон Магнусона-Мосса о гарантиях.
28 U.S.C. § 1927 Параграф § 1927 раздел 28 The United States Code предусматривает:
Любой поверенный или другое лицо, допущенное к ведению дел в любом суде Соединенных Штатов или их территорий, которое необоснованно и с одной лишь целью досадить умножает судебные разбирательства по любому делу, может быть обязано судом лично возместить чрезмерные расходы, обычные расходы и гонорары адвокатов, разумно понесенные из-за такого поведения.
Федеральные суды также обладают полномочиями оценивать гонорары адвокатов и судебные издержки против истца, который действовал недобросовестно, с целью досадить или беспричинно.
В некоторых штатах также есть исключения из Американского правила как в законах, так и в прецедентном праве. Например, в Калифорнии Закон о средствах правовой защиты потребителей позволяет истцам взыскивать гонорары адвокатов, а в случаях недобросовестности страховых компаний страхователь может взыскать гонорары адвокатов в качестве отдельного компонента возмещения убытков. Правило 68 Гражданско-процессуального кодекса штата Невада 68 уникально тем, что сторона, которая отклонила досудебное предложение  об урегулировании и не смогла добиться лучшего результата в суде, отвечает за все разумные расходы противоположной стороны, понесенные ею после выдвижения предложения.
В мае 2017 года штат Оклахома непреднамеренно отменил Американское правило для всех гражданских дел, не связанных с недвижимостью. Законопроект под номером 1470 изначально предназначался для увеличения возраста, в котором жертвы сексуального насилия над детьми могут подать в суд на своих обидчиков, с 20 до 45 лет. По замыслу автора сенатской версии законопроекта поправка должна была применяться только к тем, что проиграл гражданское дело, связанное с сексуальным насилием над детьми. Но в результате сфера ее действия оказалась  гораздо шире, чем предполагали законодатели. Новый закон должен был вступить в силу 1 ноября 2017 года, и законодатели успели изменить формулировку до этого.
Особняком стоят Anti-SLAPP Laws – действующие в тридцать одном штате законы, направленные на противодействие процессам, инициируемым с целью заставить кого-либо замолчать. Первая поправка к Конституции США гарантирует каждому свободу слова. Хотя «ядро» этой свободы состоит в запрете государственной цензуры, сфера ее действия шире. В современном мире возможности корпораций и других крупных игроков таковы, что они способны представлять для прав и свобод свобод граждан не меньшую опасность, чем государство. Более того, государственные институты в руках корпораций сами могут становиться инструментом нарушений прав и свобод. Так, богатые и влиятельные участники, желающие заставить замолчать своих критиков, идут в суды и используют судебные разбирательства для давления на оппонентов. Такие процессы называются SLAPP (Strategic lawsuit against public participation). Иски SLAPP оказываются очень действенными, поскольку ответчиками по ним выступают менее крупные и богатые игроки: отдельные потребители, правозащитники, журналисты или небольшие СМИ. Зачастую корпорации даже не рассчитывают выиграть в суде. Их цели достигаются иначе: путем вынуждения ответчиков к тому, чтобы они тратили на судебную защиту свое время и деньги. Общий принцип Anti-SLAPP Laws таков: иск, предъявленный с целью нарушения свободы слова ответчика, не подлежит рассмотрению после выявления этого обстоятельства, а все судебные расходы ответчика должны быть компенсированы истцом.

## Обоснование
Сторонники американского правила считают, что людям не следует препятствовать в том, чтобы они искали справедливости в суде и стремились расширить сферу того, что регулируется правом. Обществу не пошло бы на пользу, если бы гражданин отказывался от предъявления обоснованного иска только потому, что ему придется оплатить расходы ответчика в случае проигрыша.

## Сноски
1. ↑  Alyeska Pipeline Service Co. v. Wilderness Society, 421 U.S. 240 (1975).
2. ↑  See Federal Rules of Civil Procedure, Rule 54. Judgment; Costs. Legal Information Institute. Cornell Law School. Дата обращения: 24 сентября 2017. Архивировано 4 мая 2023 года.
3. ↑  12 Reasons to Love the Magnuson-Moss Warranty Act (PDF). Journal of Texas Consumer Law. 11: 127. 2008. Архивировано (PDF) 3 сентября 2021. Дата обращения: 24 сентября 2017.
4. ↑  See subsection (e), California Civil Code, Sec. 1780. California Legislative Information. California State Legislature. Дата обращения: 24 сентября 2017. Архивировано 30 июня 2022 года.
5. ↑  Brandt v. Superior Court, 693 P. 2d 796, 37 Cal. 3d 813, 210 Cal. Rptr. 211 (1985). Google Scholar. Google. Дата обращения: 24 сентября 2017. Архивировано 20 февраля 2022 года.
6. ↑  Oklahoma and the American Rule Архивная копия от 16 декабря 2022 на Wayback Machine, The Journal Record, October 12, 2017
7. ↑  Станислав Егоркин. Нет защиты для врагов свободы // Как в США борются с необоснованным судебным преследованием и почему это важно. Закон.ру (4 марта 2021). Дата обращения: 2 июля 2022. Архивировано 13 ноября 2021 года.